# Am Sonntag will mein Süßer mit mir segeln gehn (Film)
Am Sonntag will mein Süsser mit mir segeln gehn ist ein deutscher Schlagerfilm von Franz Marischka aus dem Jahr 1961. Er lief auch unter dem Titel Ein Leben wie im Paradies.

## Handlung
Die junge Studentin Georgie Hagen ist nervös, hat sie doch am nächsten Tag ihre Abschlussprüfung. Sie lernt für ihre Sprachprüfung in der Bar, in der sie eigentlich Alkohol ausschenkt. Dabei trifft sie auf ihren Bekannten, den Scheidungsanwalt Horst, der ihr seinen guten Freund vorstellt: Es handelt sich um Georgies Prüfer Dr. Peter Werner, der erstaunt ist, wie ernst Georgie das Studium nimmt, da sie sogar während der Arbeit lernt. Er gibt Georgie am Ende heimlich einen Hinweis auf das Prüfungsthema am nächsten Tag. In der Bar haben sich auch die dänische Prinzessin Ulla und ihr Verlobter Andrew, ein geiziger schottischer Lord eingefunden. Beide streiten sich die ganze Zeit, da Andrew zu sparsam ist und alles ablehnt. Schließlich geht Andrew, der standesgemäß einen Schottenrock trägt, und Barbesitzerin Susi ist darüber traurig, hat sie doch Gefallen an dem mürrischen jungen Mann gefunden. Marianne und Paul bilden ein weiteres Paar, sind jedoch frisch geschieden. Horst war ihr Anwalt und ist mit beiden gut befreundet, doch auch Marianne und Paul verstehen sich gut.
Georgie und Horst wollen am nächsten Tag zu ihrer Freundin Corinna nach Jugoslawien fahren, die an der Adriaküste mit ihrem Mann Albert einen Campingplatz besitzt. Auch Susi und die Musiker der Bar Tommy und Billy wollen mitkommen. Ihnen schließt sich Ulla an, die wütend auf ihren Verlobten ist, was besonders Tommy freut. Am nächsten Tag geht die Fahrt nach Jugoslawien los. Georgie hat ihre letzte Abschlussprüfung bestanden, während ihre gute Freundin Renate Ackermann durchgefallen ist. Renate wollte wiederum mit ihrer Freundin Evelyn nach Italien fahren. Evelyn hat ohne Renates Wissen einen weiteren Fahrgast eingeladen – Dr. Peter Werner, bei dem Renate durch die Prüfung gefallen ist. Peter wiederum überredet Evelyn, doch lieber nach Jugoslawien zu fahren und die wütende Renate weigert sich mitzufahren. Sie kehrt nach Hause zurück, wo kurz darauf Evelyns Vater Himberger erscheint, der seine Tochter mit einem fremden Mann gesehen hat. Er will von Renate wissen, wohin Evelyn fährt, und ist entsetzt, als das Reiseziel Jugoslawien lautet. Renate zählt jedoch einige Vorzüge des Landes auf und so entschließt sich das Hausmädchen der Ackermanns, Minna, sofort ihren Jahresurlaub zu nehmen, um auch Urlaub in Jugoslawien zu machen. Da Alice und Egon Ackermann, Renates Eltern, ohne Hausmädchen nichts auf die Reihe kriegen würden, kommen sie kurzerhand nach Jugoslawien mit. Auch Renate und Herr Himberger schließen sich ihnen an, zumal Herr Himberger ein Auge auf Minna geworfen hat, die wunderbar kochen kann. Zuletzt macht sich Musiker Billy auf seinem Motorrad auf in Richtung Jugoslawien. Er nimmt Andrew mit, der nach seiner Verlobten Ulla sucht.
Am Campingplatz von Corinna und Albert kommen nach und nach alle Gäste an: Georgie erscheint mit Horst und Paul, Peter erscheint mit Evelyn, und Tommy kommt mit Susi und Ulla an. Vor allem Albert reagiert mürrisch. Er mag keine Gäste und will lieber in Ruhe angeln, was seine Frau belastet. Er schaut sie schon lange nicht mehr an und reagiert auch auf ihre Flirts mit anderen Männern mit Desinteresse. Bei der Polizei erstattet er nun Anzeige wegen Hausfriedensbruchs. Die neuen Gäste bringen Stimmung mit, Albert muss für alle kochen und am Abend sitzen sie bei Tanz und Gesang zusammen und Georgie und Peter kommen sich näher. Am nächsten Morgen erscheinen Minna, Renate, Alice und Egon Ackermann sowie Herr Himberger. Herr Himberger droht, den Verführer seiner Tochter zur Verantwortung zu ziehen, doch weiß er nicht, wer es ist. Unterdessen findet Paul Gefallen an Corinna, die sich auf einen Flirt mit ihm einlässt. Als sie bemerkt, dass sie von Minna beobachtet wird, lädt sie Paul in die Dunkelkammer zum Filmeentwickeln ein. Minna berichtet Albert davon, der nun zum ersten Mal eifersüchtig reagiert, durch schnelles Handeln von Horst und Georgie am Ende jedoch Paul und Georgie in flagranti erwischt. Corinna spielt die Empörte, weil ihr Mann ihr einen Seitensprung zugetraut habe, und Albert reagiert zerknirscht.
Horst plant, den notorischen Schürzenjäger Paul wieder mit Marianne zusammenzubringen. Er holt Marianne zum Campingplatz und flirtet dort so offensiv mit ihr, dass Paul eifersüchtig wird und Marianne am Ende zurückerobert. Georgie hat sich in Peter verliebt, doch scheint der mit Evelyn verlobt zu sein. Evelyn jedoch liebt Billy, der mit Andrew am Campingplatz angekommen ist, sodass Peter am Ende für Georgie frei ist. Andrew wiederum wird heftig von Susi umworben und trennt sich schließlich von Ulla – einvernehmlich, weil inzwischen Ulla und Tommy ein Paar sind. Minna hingegen wird zwar heftig von Herrn Himberger umgarnt und die Ackermanns befürchten bereits, dass ihr Hausmädchen weggeheiratet wird, doch hat es Himberger nur auf Minnas Kochkünste abgesehen. Hausmädchen will sie bei ihm jedoch nicht werden und bleibt daher bei den Ackermanns. Die intellektuell-spießige Renate Ackermann bekommt am Ende auch einen Partner: Sie hat sich fest entschlossen, Scheidungsanwalt Horst zu ihrem Studienfall zu machen und der lässt es gerne geschehen. Und am Ende versöhnen sich auch Corinna und Albert, hat er doch inzwischen gezeigt, dass er noch eifersüchtig sein kann.

## Produktion
Der Arbeitstitel für den Film lautete Camping. Er wurde in Jugoslawien in der Umgebung von Piran gedreht. Da keine Komparsen zur Verfügung standen, mussten die bei einer Filmszene gerade nicht benötigten Darsteller im Hintergrund selbst wie Statisten durchs Bild gehen.
Obwohl kein Segelboot vorkommt, erhielt der Film trotz Franz Marischkas Protest den Namen Am Sonntag will mein Süßer mit mir segeln gehn nach dem gleichnamigen Erfolgsschlager. Marischka arrangierte nachträglich, dass die im Film mitspielende Dany Mann dieses Lied sang.
Die Kostüme schuf Helga Billian, die Filmbauten stammen von Niko Matul. Herstellungsleiter war Alfred Bittins. Der Film kam am 13. Oktober 1961 per Massenstart in die deutschen Kinos. Am Sonntag will mein Süßer mit mir segeln gehn wurde ein großer Erfolg, ebenso die Coverversion des titelgebenden Schlagers.
Im Film sind zahlreiche Schlager zu hören:
- Vivi Bach: In Ko-Ko-Kopenhagen
- Vivi Bach und Rex Gildo: Es kam unverhofft
- Rex Gildo: Rosina
- Rex Gildo: Muss i denn, muss i denn zum Städtele hinaus
- Bill Ramsey und Chris Howland: Was geht das denn die Weiber an?
- Brunswick und Old Merry Tale Jazzband / Dany Mann: Am Sonntag will mein Süßer mit mir segeln geh’n
- Bill Ramsey: Zuckerpuppe (aus der Bauchtanz-Truppe)
- Bill Ramsey: Das Mädchen mit dem aufregenden Gang
- Chris Howland: 1, 2, 3, 4, 5, 6, 7, wo ist meine Braut geblieben

## Kritik
Der film-dienst nannte Am Sonntag will mein Süßer mit mir segeln gehn „eine Folge von mit Schlagern und Klamauk unterlegten Liebeleien.“
Cinema schrieb „Puh: nur ein lästig-lahmes Li-La-Laune-Lustspiel.“ Passend zum Wochentag der Ausstrahlung urteilte die Redaktion: „Am Samstag wollen wir was Besseres sehen!“